# BD〜明智探偵事務所〜
『BD〜明智探偵事務所〜』（ビーディー あけちたんていじむしょ）は、2018年に公開された日本の青春ミステリー映画。監督は名倉良祐。脚本は赤松義正。公開時は男性アイドルグループB2takes!に所属していた小澤廉と、祭nine.の寺坂頼我のダブル主演である。
江戸川乱歩の少年探偵団シリーズを原案とした映画であり、「ここは日本のどこか。現代なのか過去なのかもわからない世界。」という設定になっている。小木茂光が明智小五郎を演じ、小澤廉がその助手の小林芳雄、寺坂頼我は井上一郎、ヒロインの前田希美は花崎マユミ、といった少年探偵団団員の名の役を演じた。小澤が所属するB2takes!のメンバーが総出演し、主題歌を担当した。

## あらすじ
小林芳雄は、かつて父親が逮捕されるきっかけを作った名探偵・明智小五郎をナイフで刺した。しかし、明智は小林のことをかばった。小林は明智に自分を弟子にしてほしいと頼むと、明智は「まず仲間を作りなさい、君が笑えるように」と言う。小林は最初に彼を打ちのめした不良少年の井上一郎に慕われ、井上に「BDバッジ」を渡した。
明智は怪人二十面相を追い続けており、明智探偵事務所を長らく留守にしていた。小林と井上と、なぜか事務所に入り浸る花崎マユミがその留守を預かっている。そこへ桜井昭子という女性がやって来て、行方不明になった娘の沙月を探してほしいと依頼してきた。明智の不在を理由に断ろうしたが小林だが、この依頼を引き受けることにする。
小林と井上は聞き込み調査をはじめ、立ち飲み屋の息子、引きこもり、女たらし、バイク屋、花屋、といった街の少年たちの協力を得ながら沙月の行方を探る。いろいろな謎を解き、二人はある廃病院にたどり着いた。失踪事件の背景にはここの医者であった男による臓器売買が絡んでおり、小林と井上は男に捉えられてしまう。そこへ明智が駆けつけて二人を助け、沙月は母親のもとへ帰っていった。

## キャスト
- 小林芳雄：小澤廉
- 井上一郎：寺坂頼我
- 花崎マユミ：前田希美
- 大友久：飯山裕太（B2takes!） - 酒屋の息子[3]
- 野呂一平：奥山ピーウィー（B2takes!） - 引きこもりの青年[3]
- 羽柴壮二：あつし（B2takes!） - バイク屋の青年[3]
- 桂正一：IGU (B2takes!!) - 女たらしの男[3]
- 篠崎始：しだっくす（B2takes!） - 花屋の店員[3]
- タツカワアキヒコ：中島拓斗（B2takes!） - 刑事[3]
- 怪人二十面相：わたる（B2takes!）
- カワムラサトル：森勇翔（B2takes!） - ヤンキーのリーダー[3]
- 桜井昭子：八木景子
- 桜井沙月：的場華鈴
- 明智小五郎：小木茂光
- 大川裕明、小西麗菜（おとめボタン）、虫狩愉司

## スタッフ
- 原案：江戸川乱歩『少年探偵団シリーズ』
- 監督：名倉良祐
- 脚本：赤松義正
- 撮影：関将史
- 音楽：吉村和晃
- 主題歌：B2takes!「Not Alone」（キングレコード）
- プロデューサー：木俣誠、上野境介
- 後援：坂出市
- 撮影協力：丸亀市、宇多津町
- 宣伝：キャンター、ツインピークス
- 配給：キャンター
- 制作プロダクション：キャンター
- 製作：キングレコード、フォーチュンエンターテイメント、アンドオア、キャンター

## 製作
助監督として映画やドラマの制作に携わっていた名倉良祐は、出身である香川県坂出市を舞台とした青春映画『がらくた』（2016年公開）で監督としてデビューした。『BD〜明智探偵事務所〜』は2018年5月1日にクランクインして、『がらくた』と同じく坂出市と、ほか丸亀市や宇多津町のすべて香川県内で撮影を行い、同月11日にクランクアップした。劇中のニュース番組のシーンでは、KSB瀬戸内海放送アナウンサーの田嶌万友香と中村康人が出演している。脚本の赤松義正は、寺坂頼我が所属する祭nine.の兄弟グループBOYS AND MENが総出演した『復讐したい』や、前田希美が出演した『コープスパーティー』などの脚本作品がある。配給および制作会社は『がらくた』の制作・配給にも携わったキャンターで、製作はキャンターと、寺坂が所属する芸能事務所のフォーチュンエンターテイメント、小澤およびB2takes!が所属する芸能事務所のアンドオアと所属レーベルのキングレコード、の4社による。
本作はまず2018年4月に小澤廉主演、B2takes!総出演の映画であるとアナウンスされ、5月に小澤とダブル主演をつとめるのが寺坂であると明かされた。小澤は初の映画単独主演となった『新宿パンチ』より本作の方が公開が先であり、寺坂は本作が映画初主演である。小澤は本作の原案となった『妖怪博士』などを読んで撮影に臨んだ。感情をあまり表に出さない役を演じた小澤は監督から「とにかく自然な演技を、普段の小澤くんでそのまま演じてくれ」と言われ、これまで明るい役柄を演じ続けてきた小澤は、本来はこの役と同様にあまり感情を出さない、「陽より陰」という自分自身を投影した。やさぐれた少年を演じた寺坂は、役と普段の自分とは正反対であり、元の自分が少しでも出てしまわないように心がけた、と語っている。

## 映像ソフト
2019年2月6日にキングレコードからDVDとブルーレイがリリースされ、DVDはオリコン週間DVDランキングにおいて初登場1位を獲得した。